# 威尼斯水上巴士
水上巴士（義大利語：Vaporetto）是威尼斯主要的水上公共交通工具，由ACTV公司運行。由於威尼斯大部分地區汽車無法通行，因此水上巴士就成立威尼斯最重要的交通工具之一。水上巴士有多條路線，主要以威尼斯大運河為路線主軸，也有一些路線以利多島、穆拉諾島等外島為目的地。

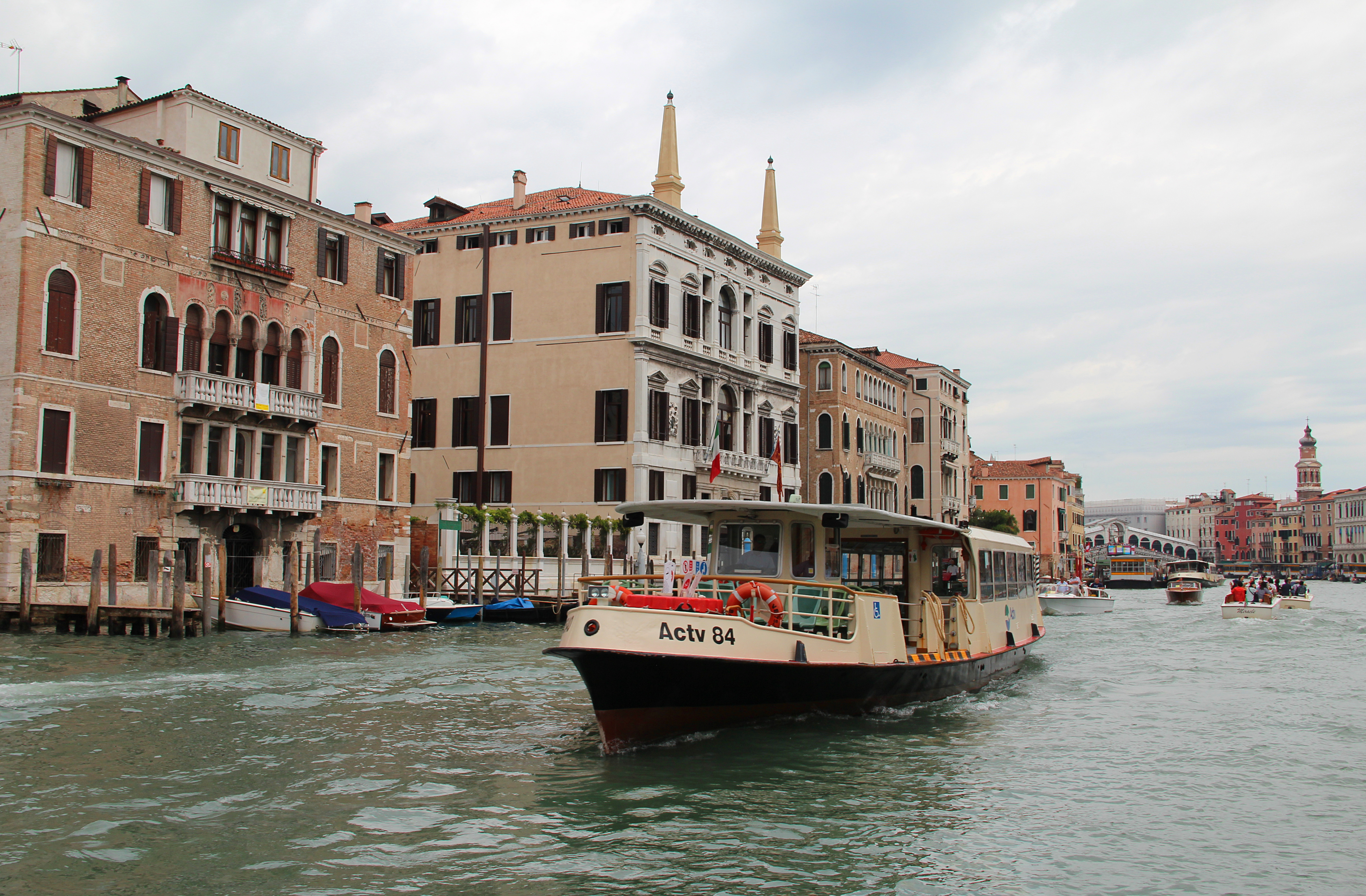
Vaporetto遊覽威尼斯大運河

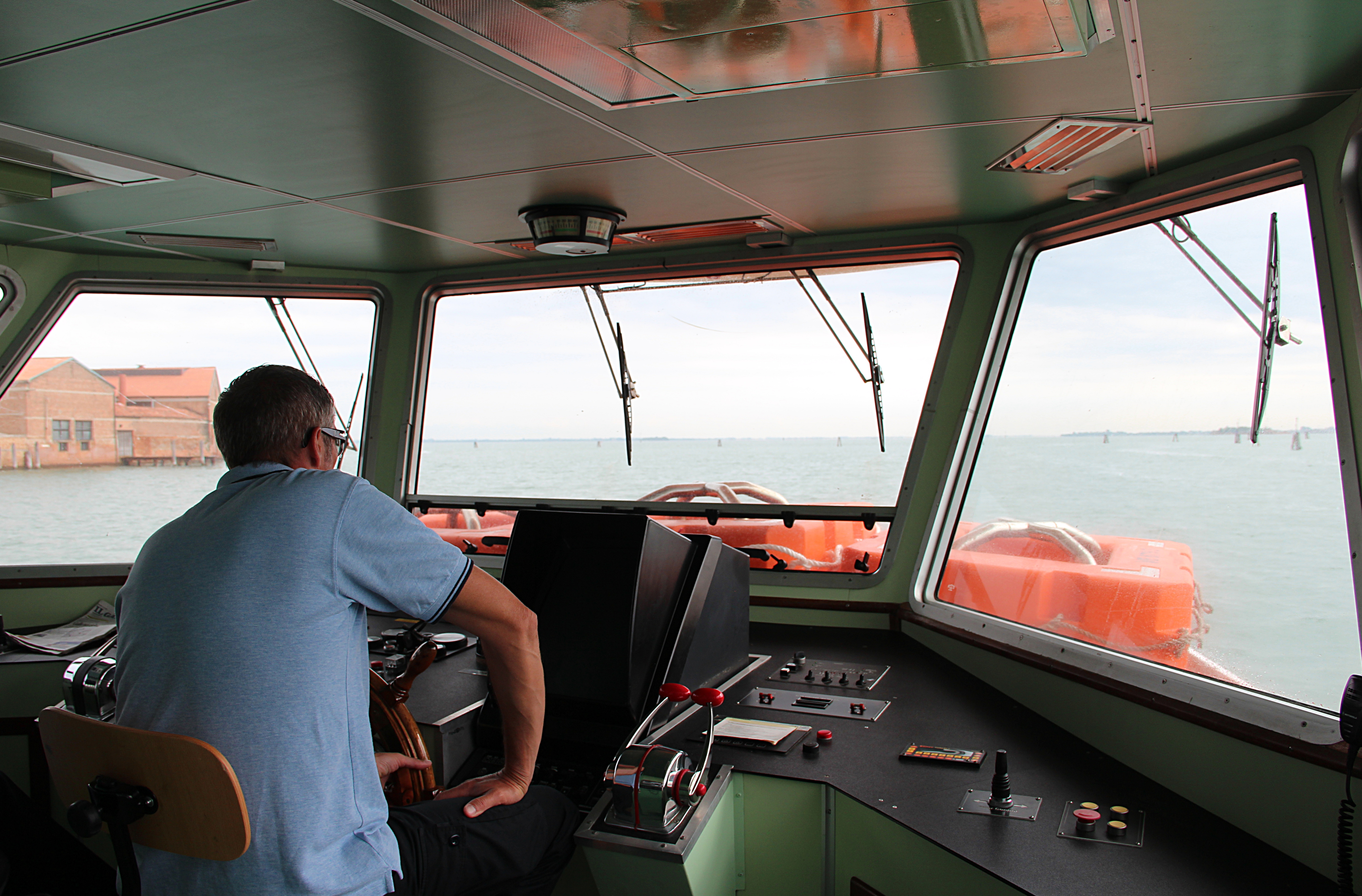
連接威尼斯和穆拉諾島的4.1線汽油機駕駛員

## 外部連結
- Main website for the Vaporetto （页面存档备份，存于）
- Ticket offices for the Vaporetto
- Illustrated introduction and how-go guide for visitors （页面存档备份，存于）
- Description of fares （页面存档备份，存于）
- Description of lines' routes （页面存档备份，存于）